# مذبحة وادي بوعيشة
وقعت مذبحة واد بوعيشة على بعد حوالي 240 كم جنوب الجزائر العاصمة قرب الجلفة في 26 مارس 1998. قُتل 47 شخصا بينهم 27 طفلا دون السادسة عشر من العمر في واد بوعيشة ببلدية بويرة الأحداب. بالقرب من حد الصحاري من قبل حوالي خمسة عشر رجلاً يحملون فؤوسًا وسكاكين، كما اختطفوا ثلاث شابات. وفي اليوم نفسه، قُتل 11 آخرون في الجانب الآخر من البلاد في يوب بولاية سعيدة.

## وصلات خارجية
- الممتحن الايرلندي
- ANB-BIA
- ChannelAfrica